# اینورکیپ
اینورکیپ (به انگلیسی: Inverkip) یک روستا در بریتانیا است که در اسکاتلند واقع شده‌است.